# Eu Sou a Diva que Você Quer Copiar
"Eu Sou a Diva que Você Quer Copiar" é uma canção da cantora brasileira Valesca Popozuda, lançado no dia 18 de novembro de 2014 como segundo single da carreira solo. O lançamento da canção no YouTube foi com um videoclipe promocional da marca de produtos de limpeza Veja, lançado em 18 de agosto de 2014, e sua versão oficial lançada e sua versão oficial lançada no dia 14 de novembro do mesmo ano no canal de vídeos da cantora no YouTube juntamente com a pré-venda na iTunes Store do single.

## Lançamento

### Videoclipe
A versão promocional do videoclipe conta com muita descontração, Valesca aparece com balde, vassoura e produtos de limpeza da marca Veja, patrocinadora do clipe. Segundo a letra da canção, para ser tudo que ela é, tem que batalhar muito. Durante o clipe, o segurança do Metrô, Guilherme, que ficou conhecido nacionalmente por sua beleza, faz uma pequena participação especial. Já na versão oficial, aparece Valesca em uma oficina alertando aos mecânicos que o carro dela quebrou. Em uma cena, ela fica de vestido vermelho, e outra, se suja de graxa. No final, Valesca assina um cheque para uma moça, escrevendo o nome da música nela. Nessa parte, eles acreditam que Valesca tenha se referido à Anitta, aonde os internautas acham que tem intrigas entre as duas.

### Repercussão
Quando o clipe da versão Veja foi divulgado, a canção rapidamente subiu para primeiro lugar no Twitter nos trending Topics do Brasil.

## Desempenho nas paradas
| Paradas (2014-15)                  | Melhor posição |
| ---------------------------------- | -------------- |
| Brasil - (ABPD)                    | 12             |
| Brasil (Billboard Hot 100 Airplay) | 38             |

## Histórico de lançamento
| Região | Data                   | Formato          | Gravadora |
| ------ | ---------------------- | ---------------- | --------- |
| Brasil | 10 de outubro de 2014  | Airplay          | Universal |
| Brasil | 18 de novembro de 2014 | Download digital | Universal |

## Prêmios e indicações
| Ano  | Prêmio    | Categoria  | Resultado | Ref.   |
| ---- | --------- | ---------- | --------- | ------ |
| 2014 | Prêmio F5 | Hit do Ano | Indicado  | [ 12 ] |